# Frans Albert Andersson
Frans Albert Andersson, född 11 juli 1854 i Linköping, död 24 mars 1934 i Stockholm, var en svensk byggmästare.

## Biografi
Andersson genomgick Slöjdskolan i Stockholm 1874–1877 och arbetade därefter fram till 1889 som murare hos bland andra byggmästaren Håkan Larsson. Där deltog han som murare vid bygget av Bünsowska huset vid Strandvägen. I februari 1891 godkändes han av Stockholms byggnadsnämnd att som byggmästare få uppföra byggnader i huvudstaden. År 1901 vann han burskap och 1905 tillträdde han Murmästareämbetet som byggmästare nr 198. Han var styrelseledamot och underhandlingsdelegerad i Stockholms byggmästareförening och direktör i AB Wester & Norgrens mekaniska stenhuggeri. Under 20 år var han revisor i Byggmästareföreningens olyckskassa. Han var Riddare av Vasaorden.

## Utförda arbeten (urval)
- Maria folkskola (1890–1892)
- Eugeniahemmet (1895–1897)
- Livgardet till häst, nya kaserner i kvarteret Krubban (1895–1897)
- Svartsjö slott, nybyggnad (1896–1897)
- Grundläggaren 19 (idag Hälsokällan 8), det egna flerbostadshuset (1899–1900)
- Centralposthuset, tillsammans med Patrik Hanzon (1899–1903)
- Långbro sjukhus (1905–1910)
- Tofslärkan 14, den egna stadsvillan i Lärkstaden (1910–1912)
- Lövsångaren 7 i Lärkstaden (1912–1913)

### Bilder arbeten (urval)

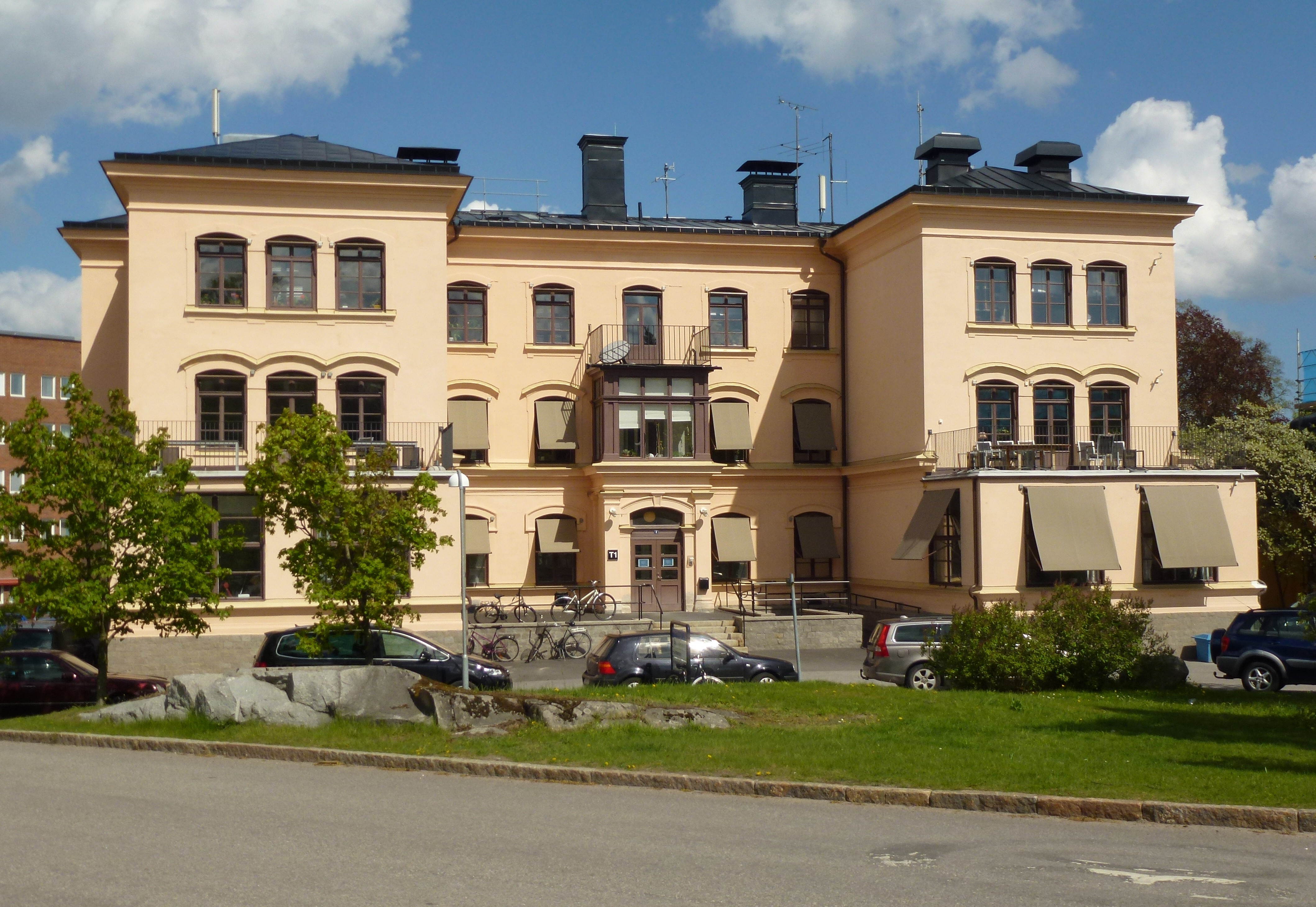
Eugeniahemmet.
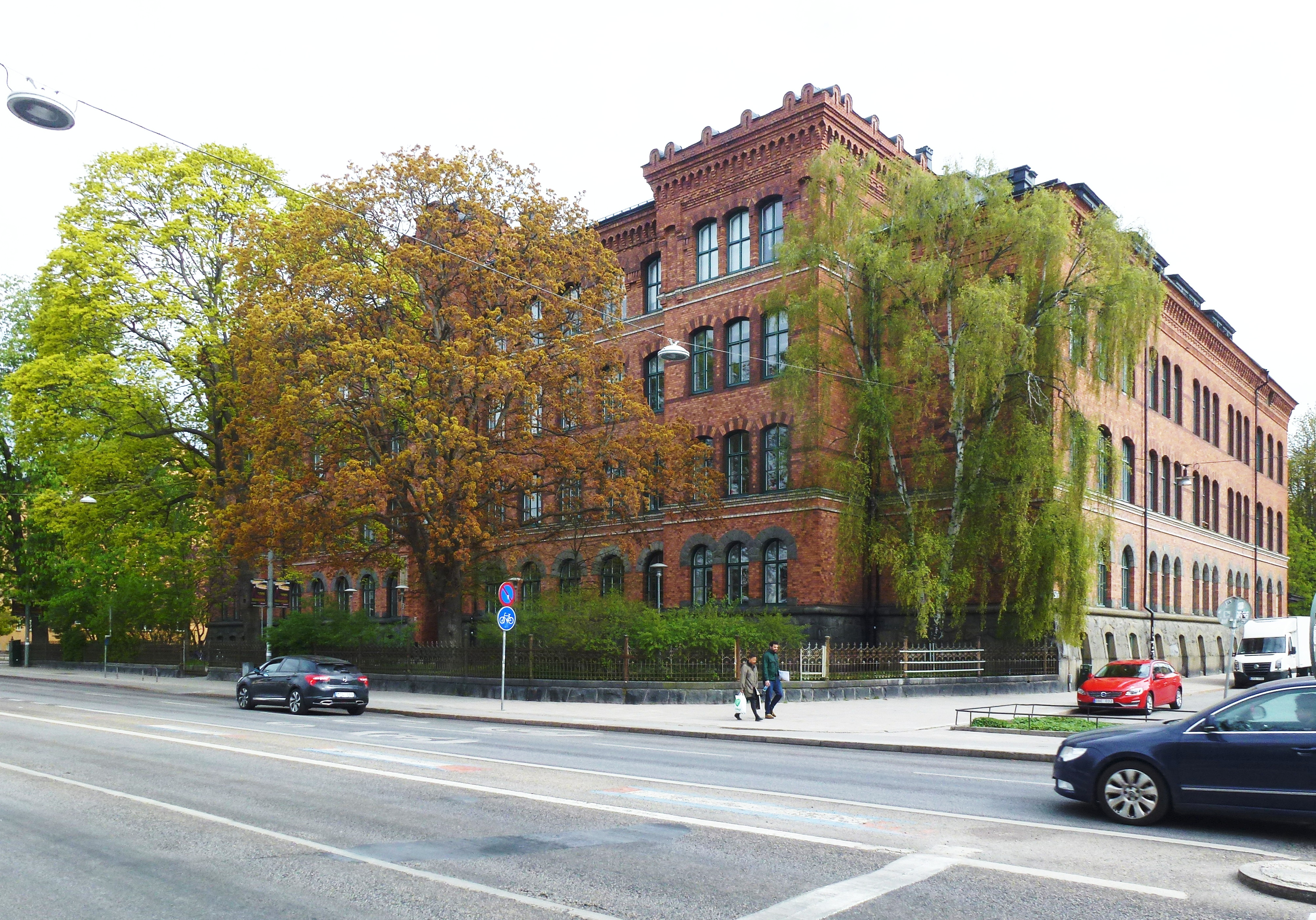
Maria folkskola.
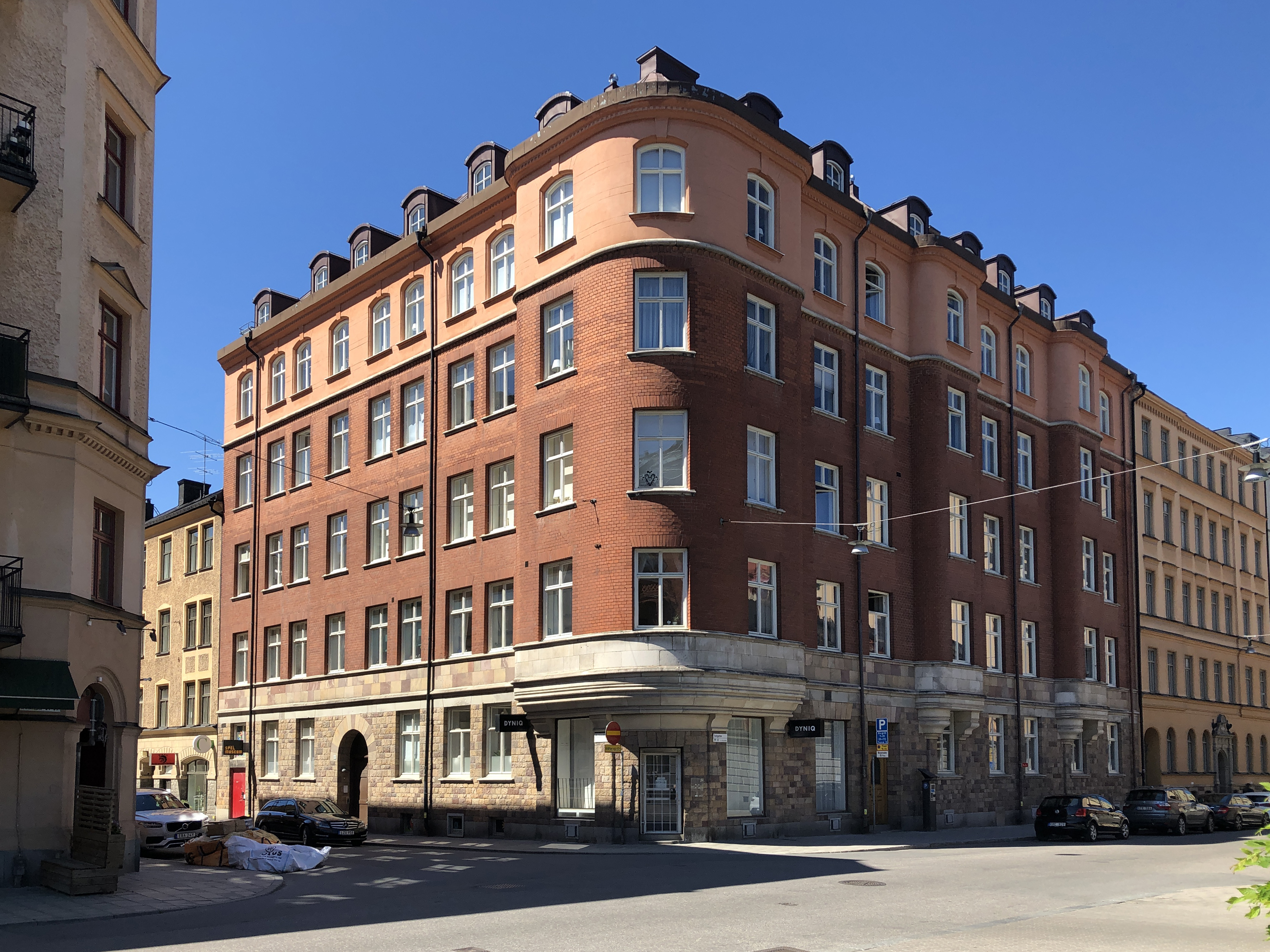
Grundläggaren 19 (Hälsokällan 8) det egna flerbostadshuset.
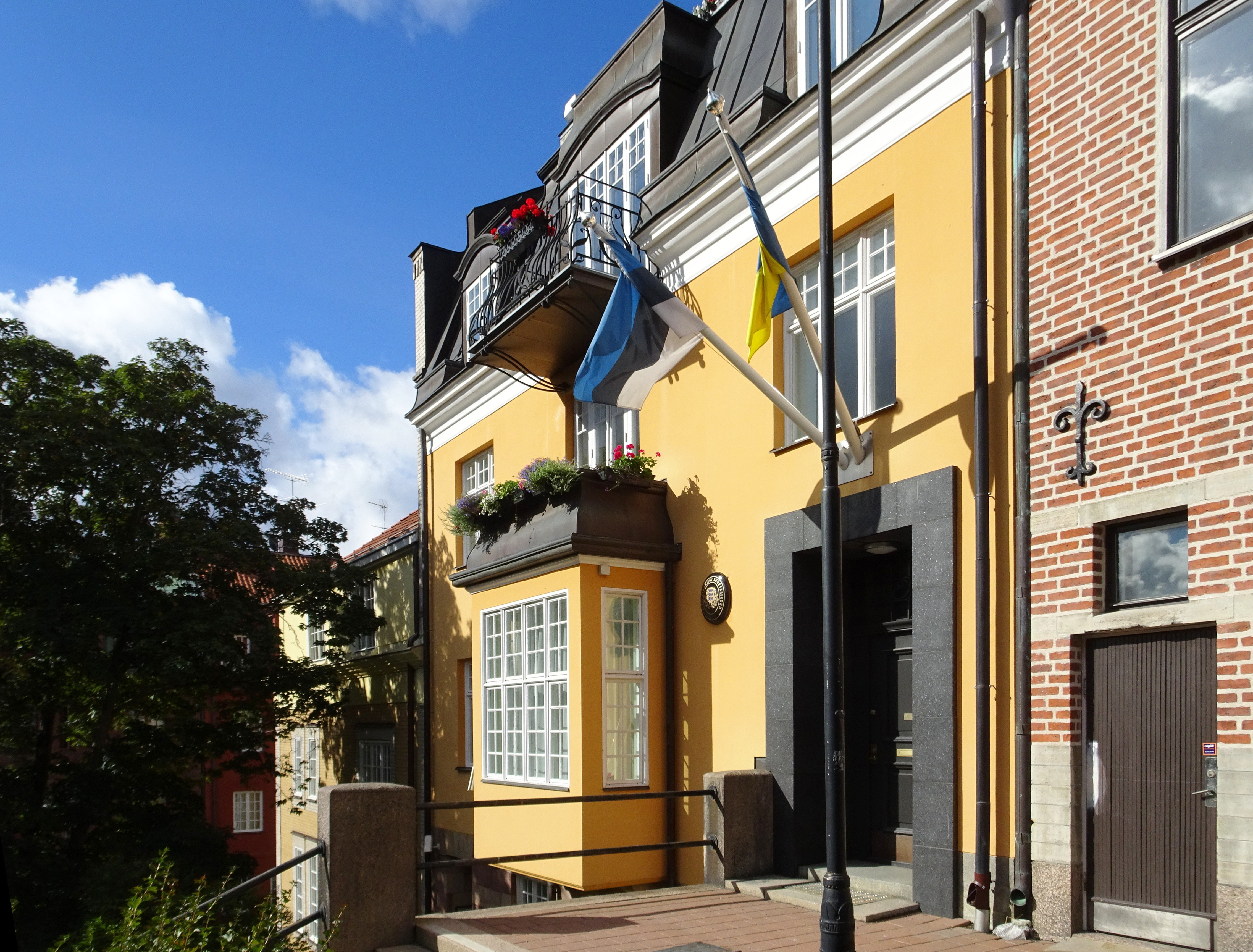
Tofslärkan 14 den egna villan.

## Hem och familj
Efter år 1900 var han bosatt i den av honom byggda och ägda fastigheten Grundläggaren 19 (dag Hälsokällan 8) vid Tulegatan 29.
För sig och sin familj byggde Andersson 1910–1912 stadsvillan Tofslärkan 14 i Lärkstaden  (sedan 1997 plats för Estlands Stockholmsambassad).  Han var gift med Charlotta Vilhelmina (1852–1931). Paret hade sju barn. Han jordfästes den 29 mars 1934 i Norra krematoriet på Norra begravningsplatsen. Makarna Andersson är gravsatta i Gustav Vasa kyrkas kolumbarium vid Odenplan i Stockholm.